# Patinage de vitesse aux Deaflympics
La Patinage de vitesse aux Deaflympics d'hiver est une discipline olympique aux Deaflympics d'hiver de 1975 à Lake Placid jusqu'aux Deaflympics d'hiver de 1991 à Banff. Les champions en titre sont chez les hommes les États-Unis et les femmes la Canada

## Histoire
On note que quatre éditions de cette épreuve.

## Palmarès

### Hommes
Le tableau suivant retrace pour chaque édition de la compétition le palmarès du tournoi et la nation hôte.

#### 500 mètres
| N°                   | Édition                     | Ville hôte           | Or                       | Argent                | Bronze            |
| -------------------- | --------------------------- | -------------------- | ------------------------ | --------------------- | ----------------- |
| 1                    | Deaflympics d'hiver de 1975 | Lake Placid          | Daniel Rouleau           | Bobby Wheeler Skedsmo | Martin Lue        |
| 2                    | Deaflympics d'hiver de 1983 | Madonna di Campiglio | Farley Kellett           | Valeri Remeniuk       | Jan Ståle Storøy  |
| 3                    | Deaflympics d'hiver de 1987 | Oslo                 | Gaute Ragnvar Stangeland | Farley Kellett        | Victor Polikarpov |
| 4                    | Deaflympics d'hiver de 1991 | Banff                | Kurt Simmons             | Farley Kellett        | Petter Sørensen   |
| Fin de cette épreuve |                             |                      |                          |                       |                   |

#### 1000 mètres
| N°                   | Édition                     | Ville hôte | Or             | Argent                   | Bronze          |
| -------------------- | --------------------------- | ---------- | -------------- | ------------------------ | --------------- |
| 1                    | Deaflympics d'hiver de 1987 | Oslo       | Farley Kellett | Gaute Ragnvar Stangeland | Valeri Remeniuk |
| 2                    | Deaflympics d'hiver de 1991 | Banff      | Kurt Simmons   | Petter Sørensen          | Farley Kellett  |
| Fin de cette épreuve |                             |            |                |                          |                 |

#### 1500 mètres
| N°                   | Édition                     | Ville hôte           | Or             | Argent                   | Bronze                   |
| -------------------- | --------------------------- | -------------------- | -------------- | ------------------------ | ------------------------ |
| 1                    | Deaflympics d'hiver de 1975 | Lake Placid          | Daniel Rouleau | Martin Lue               | Farley Kellett           |
| 2                    | Deaflympics d'hiver de 1983 | Madonna di Campiglio | Farley Kellett | Valeri Remeniuk          | Sem Bratland             |
| 3                    | Deaflympics d'hiver de 1987 | Oslo                 | Farley Kellett | Gaute Ragnvar Stangeland | Jan Ståle Storøy         |
| 4                    | Deaflympics d'hiver de 1991 | Banff                | Kurt Simmons   | Petter Sørensen          | Gaute Ragnvar Stangeland |
| Fin de cette épreuve |                             |                      |                |                          |                          |

#### 3000 mètres
| N°                   | Édition                     | Ville hôte           | Or                       | Argent           | Bronze                   |
| -------------------- | --------------------------- | -------------------- | ------------------------ | ---------------- | ------------------------ |
| 1                    | Deaflympics d'hiver de 1975 | Lake Placid          | Daniel Rouleau           | Martin Lue       | Farley Kellett           |
| 2                    | Deaflympics d'hiver de 1983 | Madonna di Campiglio | Farley Kellett           | Valeri Remeniuk  | Sem Bratland             |
| 3                    | Deaflympics d'hiver de 1987 | Oslo                 | Farley Kellett           | Sem Bratland     | Gaute Ragnvar Stangeland |
| 4                    | Deaflympics d'hiver de 1991 | Banff                | Gaute Ragnvar Stangeland | Jan Ståle Storøy | Petter Sørensen          |
| Fin de cette épreuve |                             |                      |                          |                  |                          |

#### 5000 mètres
| N°                   | Édition                     | Ville hôte | Or               | Argent                   | Bronze       |
| -------------------- | --------------------------- | ---------- | ---------------- | ------------------------ | ------------ |
| 1                    | Deaflympics d'hiver de 1991 | Banff      | Jan Ståle Storøy | Gaute Ragnvar Stangeland | Kurt Simmons |
| Fin de cette épreuve |                             |            |                  |                          |              |

### Femmes
Le tableau suivant retrace pour chaque édition de la compétition le palmarès du tournoi et la nation hôte.

#### 500 mètres
| N°                   | Édition                     | Ville hôte  | Or                | Argent        | Bronze |
| -------------------- | --------------------------- | ----------- | ----------------- | ------------- | ------ |
| 1                    | Deaflympics d'hiver de 1975 | Lake Placid | Norma-Jean Taylor | Doris Schwarz |        |
| Fin de cette épreuve |                             |             |                   |               |        |

#### 1000 mètres
| N°                   | Édition                     | Ville hôte  | Or                | Argent        | Bronze |
| -------------------- | --------------------------- | ----------- | ----------------- | ------------- | ------ |
| 1                    | Deaflympics d'hiver de 1975 | Lake Placid | Norma-Jean Taylor | Doris Schwarz |        |
| Fin de cette épreuve |                             |             |                   |               |        |

#### 1500 mètres
| N°                   | Édition                     | Ville hôte  | Or                | Argent | Bronze |
| -------------------- | --------------------------- | ----------- | ----------------- | ------ | ------ |
| 1                    | Deaflympics d'hiver de 1975 | Lake Placid | Norma-Jean Taylor |        |        |
| Fin de cette épreuve |                             |             |                   |        |        |

## Tableau des médailles

### Hommes
| Rang | Nation     | Or | Argent | Bronze | Total |
| ---- | ---------- | -- | ------ | ------ | ----- |
| 1    | Canada     | 9  | 4      | 4      | 17    |
| 2    | Norvège    | 3  | 7      | 8      | 18    |
| 3    | États-Unis | 3  | 1      | 1      | 5     |
| 4    | URSS       | 0  | 3      | 2      | 5     |

### Femmes
| Rang | Nation            | Or | Argent | Bronze | Total |
| ---- | ----------------- | -- | ------ | ------ | ----- |
| 1    | Norma-Jean Taylor | 3  | 0      | 0      | 3     |
| 2    | Doris Schwarz     | 0  | 2      | 0      | 2     |